# Tipula (Savtshenkia) omega
Tipula (Savtshenkia) omega is een tweevleugelige uit de familie langpootmuggen (Tipulidae). De soort komt voor in het Palearctisch gebied.